# Cantón de Ménigoute
El cantón de Ménigoute era una división administrativa francesa, que estaba situada en el departamento de Deux-Sèvres y la región de Poitou-Charentes.

## Composición
El cantón estaba formado por once comunas:
- Chantecorps
- Coutières
- Fomperron
- Les Forges
- Ménigoute
- Reffannes
- Saint-Germier
- Saint-Martin-du-Fouilloux
- Vasles
- Vausseroux
- Vautebis

## Supresión del cantón de Ménigoute
En aplicación del Decreto n.º 2014-176 de 18 de febrero de 2014, el cantón de Ménigoute fue suprimido el 22 de marzo de 2015 y sus 11 comunas pasaron a formar parte del nuevo cantón de La Gâtine.